# Le Diable à trois
Pour les articles homonymes, voir Games.
Le Diable à trois (Games) est un thriller américain de 1967 réalisé par Curtis Harrington avec Simone Signoret.

## Fiche technique
- Titre original: Games
- Titre français: Le Diable à trois
- Réalisateur : Curtis Harrington
- Producteur :  George Edwards
- Scénario : Gene R. Kearney
- Directeur de la photographie : William A. Fraker
- Montage : Douglas Stewart
- Durée : 100 minutes
- Pays d'origine :  États-Unis
- Sortie : 
  -  États-Unis : 17 septembre 1967 (première à New York)
  -  Royaume-Uni : 25 septembre 1967 (Belfast)
  -  France : 9 décembre 1967[1]
- Affiche : Jean Mascii (France)

## Distribution
- Simone Signoret (VF : Elle-même) : Lisa
- James Caan (VF : Marc Cassot) : Paul Montgomery
- Kent Smith (VF : Claude Bertrand) : Harry Gordon
- Don Stroud (VF : Marc de Georgi) : Norman
- George Furth : Terry, invité à la fête
- Ian Wolfe (VF : Georges Hubert) : Dr Edwards
- Estelle Winwood (VF : Lita Recio) : Mlle Beattie
- Katharine Ross (VF : Jeanine Freson) : Jennifer Montgomery
- Peter Brocco : le comte, invité à la fête
- Luana Anders : une invitée à la fête
- Pitt Herbert (VF : Michel Gatineau) : le pharmacien
- Florence Marly (VF : Jacqueline Ferrière) : la baronne invitée à la fête
- Stuart Nisbett (VF : Pierre Leproux) : le détective